# トゥイ・ティエン
トゥイ・ティエン（Thủy Tiên, Thuy Tien, 水仙、1985年11月25日 - ）はベトナム人歌手、モデル。夫はコンサドーレ札幌などでプレーしたサッカー選手のレコンビン。女優、作曲家などとしても活動。ピアノ、ギターを弾く。
2005年に歌手デビュー。